# 河北石家庄循环化工园区
石家庄循环化工园区位于河北省石家庄市藁城区境内，是河北省人民政府确认的首批省级工业聚集区和循环经济示范园区。
2003年初，园区开始筹建。2005年12月，正式启动建设。
2012年7月，中共河北省委、石家庄市委决定，组建中国共产党石家庄循环化工园区工作委员会和石家庄循环化工园区管理委员会（副厅级），2017年4月1日，园区正式更名为河北石家庄循环化工园区，托管藁城区邱头镇。
2022年12月，与石家庄高新技术产业开发区合并。